# Robert Scott (philologue)
Pour les articles homonymes, voir Scott et Robert Scott.
Robert Scott (26 janvier 1811 – 2 décembre 1887) est un philologue britannique du XIXe siècle.

## Biographie
Il est surtout connu comme le coéditeur (avec son collègue Henry Liddell) de A Greek–English Lexicon (abrégé en « LSJ »), le monumental dictionnaire de grec ancien. Selon l'édition de 1925 du Lexicon, le projet avait été proposé initialement à Scott par David Alphonso Talboys, un libraire et éditeur britannique. Le Lexicon est toujours publié par l'Oxford University Press.